# Фебврье-Деспуант, Огюст
Огюст Фебврье-Деспуант  (фр. Auguste Febvrier Despointes; 1796, Мартиника — 5 марта 1855, Тихий океан, близ побережья Перу) — французский флотоводец, контр-адмирал (2 апреля 1851), участник Крымской войны, первый комендант Новой Каледонии с 24 сентября 1853 года до 1 января 1854 года.

## Биография
Поступил в военно-морскую школу в Бресте в сентябре 1811 года. В 1844 году женился на Анн Элизабет Папён-Тевинье ( Anne Élisabeth Papin-Thévigné). 10 декабря 1850 года был произведён в коммандеры, 2 апреля 1851 года в контр-адмиралы. Стал генерал-майором флота в Бресте. В 1852 году поднялся до командующего французским военно-морским дивизионом в Океании и западного побережья Америки. 24 сентября 1853 года именем Франции провозгласил Новую Каледонию французской колонией, а 29 сентября договорился об аннексии острова Пен с вождём Вендегу. В 1854 году принял участие в действиях на восточном театре Восточной кампании, участвовал в осаде Петропавловска, после чего заболел и умер на борту фрегата «Форт» в 1855 году; близ тихоокеанского побережья Перу, его тело было доставлено во Францию в 1856 году.